# Burundi nos Jogos Olímpicos de Verão de 2016
Burundi participou dos Jogos Olímpicos de Verão de 2016, que foram realizados na cidade do Rio de Janeiro, no Brasil, de 5 de agosto até 21 de agosto de 2016.
A atleta Francine Niyonsaba conquistou a medalha de prata no Atletismo, na prova dos 800m rasos feminino, no dia 21 de agosto de 2016, com a marca 1:56.49.